# Mitridat VI. Eupator
Mitridat VI. Eupator (grčki: Μιθραδάτης, 135. pr. Kr. – 63. pr. Kr.), kralj Ponta.
Vladao je Pontskim kraljevstvom u sjevernoj Anadoliji od 120. do 63. pr. Kr. Bio je jedan od najstrašnijih i najodlučnijih protivnika Rimske Republike. Bio je učinkovit, ambiciozan i nemilosrdan vladar koji je nastojao dominirati Malom Azijom i crnomorskom regijom, vodeći nekoliko napornih, ali u konačnici neuspješnih ratova (Mitridatski ratovi) u pokušaju da sruši rimsku vlast nad Azijom i helenskim svijetom. Nazvan je najvećim vladarom Pontskog kraljevstva. Nakon njegove smrti postaje poznat kao Mitridat Veliki. Zbog sklonosti otrovima nazvan je i Otrovnim kraljem.